# Кароліно
Кароліно (пол. Karolino) — село в Польщі, у гміні Сероцьк Леґьоновського повіту Мазовецького воєводства.
Населення — 276 осіб (2011).
У 1975—1998 роках село належало до Варшавського воєводства.

## Демографія
Демографічна структура станом на 31 березня 2011 року:
|          | Загалом | Допрацездатний вік | Працездатний вік | Постпрацездатний вік |
| -------- | ------- | ------------------ | ---------------- | -------------------- |
| Чоловіки | 141     | 31                 | 97               | 13                   |
| Жінки    | 135     | 26                 | 79               | 30                   |
| Разом    | 276     | 57                 | 176              | 43                   |